# Epicauta sparsicapilla
Epicauta sparsicapilla là một loài bọ cánh cứng trong họ Meloidae. Loài này được Yang & Ren miêu tả khoa học năm 2007.